# 15273 Ruhmkorff
15273 Ruhmkorff eller 1991 GQ3 är en asteroid i huvudbältet som upptäcktes den 8 april 1991 av den belgiske astronomen Eric W. Elst vid La Silla-observatoriet. Den är uppkallad efter den tyske ingenjören Heinrich Daniel Ruhmkorff.
Den tillhör asteroidgruppen Eunomia.